# George Coventry (11. hrabia Coventry)
George William Coventry (ur. 25 stycznia 1934 w Croome Court w hrabstwie Worcestershire, zm. 14 czerwca 2002) – brytyjski arystokrata, jedyny syn George'a Coventry'ego, 10. hrabiego Coventry, i Nesty Phillipps, córki 1. barona Kylsant.
Od urodzenia nosił tytuł wicehrabiego Deerhurst, przysługujący najstarszemu synowi i dziedzicowi hrabstwa Coventry. Tytuł hrabiowski odziedziczył w 1940, kiedy to jego ojciec zginął, walcząc w szeregach Brytyjskiego Korpusu Ekspedycyjnego we Francji. Zyskał wówczas prawo do zasiadania w Izbie Lordów, z którego skorzystał po osiągnięciu pełnoletniości. W 1949 matka hrabiego sprzedała rodzinną rezydencję Coventrych, Croome Court, szkole rzymskokatolickiej. Rodzina przeprowadziła się wówczas do mniejszej rezydencji, Earls Croome Court, mieszczącej się nieopodal starej. Rodzina pozostała jednak właścicielami 15 000 akrów posiadłości ziemskich.
Młody hrabia odebrał wykształcenie w Eton College i w Royal Military College Sandhurst. Podczas nauki w Eton reprezentował szkołę w szermierce – zdobył brązowy medal w mistrzostwach szkół niepublicznych w 1951. Po ukończeniu nauki w RMC został przydzielony do służby w Grenadier Guards, ale zrezygnował z niej w 1955. 1 kwietnia tego samego roku zawarł swój pierwszy związek małżeński, z Marie Farquhar-Medard, słynną z urody córką amerykańskiego milionera z Saint Louis, Williama S. Medarda, który zginął cztery lata wcześniej w Paryżu w niewyjaśnionych okolicznościach. George i Marie mieli razem jednego syna, Edwarda (24 września 1957 – 4 października 1997), wicehrabiego Deerhurst, znanego powszechnie jako Ted Deerhurst.
Małżonkowie zamieszkali po ślubie w londyńskiej dzielnicy Mayfair i szybko stali się stałymi bywalcami różnego rodzaju okolicznych barów (Brads, Crazy E). Związek George'a i Marie zakończył się rozwodem w 1963. Lord Coventry rozpoczął w międzyczasie pracę jako makler giełdowy, ale po dwóch latach uznał to zajęcie za pracę bez przyszłości i zatrudnił się jako sprzedawca w firmie kosmetycznej. W 1963 pracował przez kilka tygodni jako portier w Chelsea, po czym został projektantem mody. Powiedział przy tym: Nie znam się na projektowaniu ubrań, ale wiem, jak chciałbym, żeby wyglądała kobieta.
W kwietniu 1964 został prezesem Panamian-registered Oil Company. Jak sam przyznał był zaskoczony taką propozycją: To był grom z jasnego nieba. Niewiele wiem na ten temat, ale mogę zapewnić, że będę pracował bardzo ciężko. Trzy miesiące później okazało się, że prowadził działania niemające zezwolenia Zarządu Handlu i stracił posadę w firmie. Wkrótce potem opuścił Londyn i rozpoczął pracę w prowincjonalnej firmie Heenan and Froude – ale stracił i tę posadę w wyniku redukcji etatów w 1968. W 1984 został mianowany prezesem firmy budowlanej z Petersborough, ale wkrótce go zwolniono w wyniku skarg klientów na opieszałe działania firmy.
Lord Coventry nie miał również szczęścia w życiu osobistym. W 1963 ogłosił swoje zaręczyny z 19-letnią studentką Akademii Teatralnej, Susan Templeton-Knight, ale zostały one zerwane po 7 miesiącach. Drugie małżeństwo hrabiego, zawarte 5 grudnia 1969 z Ann Cripps, było bezpotomne i zakończyło się rozwodem w 1975. Trzecie, zawarte 29 listopada 1980 z byłą sklepową Valerie Birch, również bezdzietne, zakończyło się rozwodem w 1988, gdy Valerie poczuła się znużona życiem w Worcestershire i wróciła do swojej matki do Szkocji. 4 lipca 1992 stanął po raz czwarty i ostatni na ślubnym kobiercu, tym razem z Rachel Wynne Mason.
W latach 90. lord Coventry zbliżył się w swoich poglądach do Partii Konserwatywnej i stał się gorącym stronnikiem konserwatywnego premiera Johna Majora, którego nazywał najlepszym premierem od czasu Churchilla. W 1997 zgłosił projekt wycofania szkockich deputowanych z Izby Gmin.
Ostatnie lata życia lorda Coventry'ego upłynęły pod znakiem rodzinnej tragedii. W 1997 jedyny syn i dziedzic hrabiego, lord Deerhurst, został znaleziony martwy w swoim domu na Hawajach. Deerhurst cierpiał na padaczkę i to była prawdopodobnie przyczyna jego śmierci. Po rozwodzie rodziców stał się przedmiotem ich sądowej walki. W 1972 matka zabrała go do swojego nowego domu w Kalifornii, ale lord Coventry wygrał przed sądem i odzyskał prawa do opieki nad jedynakiem. Stosunki między ojcem a synem nie układały się dobrze, a młody lord miał ambicję zostać surferem. Przy pierwszej okazji wyjechał z Anglii i zamieszkał na Hawajach. Został nawet wybrany do amatorskiej reprezentacji Anglii w surfingu.
Tytuł hrabiowski odziedziczył po nim jego stryj, podpułkownik Francis Coventry.